# Ibicella parodii
Ibicella parodii är en martyniaväxtart som beskrevs av Abbiatti. Ibicella parodii ingår i släktet ibicellor, och familjen martyniaväxter. Inga underarter finns listade i Catalogue of Life.